# トランスフォーマー アクションマスター
『トランスフォーマー アクションマスター』とは、トランスフォーマー（以下、TFと略）シリーズの玩具としてアメリカ合衆国・およびヨーロッパなどで展開していたシリーズ。

## 解説
トランスフォーマーと銘打ってはいるが、このアクションマスターではロボット自体は変形しない。その名の通りアクションフィギュアとして発売されたトランスフォーマーで、本体が非変形である代わりに武器モードに変形するパートナーや装備が付属しており、変形玩具としての名目を守っている。トランスフォーマーでありながら変形しないというコンセプトには当時のファンから大きな戸惑いと批判が起こりセールスも不調に終わり、アメリカにおけるG1シリーズの展開は90年をもって一旦終了する事となり、91年はヨーロッパなどのみとなった。不評に終わったために玩具の出回った数が非常に少なく、現在ではかなりのプレミアが付いている。
日本では、「スターコンボイ」の販売時の店頭キャンペーンや初代コンボイの復刻版「ニューイヤースペシャル」にアクションマスターコンボイが付属し、またそれが乗り込むトレーラーは「ミクロマンレッドパワーズ」においてミクロトレーラーとして仕様変更され発売された。これ以外の商品は日本では発売されていない。

## ストーリー
新たなエネルギー「ニュークリオン」を取り込んだサイバトロンは更なるパワーアップを果たしたが、その代償として変形能力を失った。それを補うため、サイバトロンは変形可能な武装を開発する。一方、デストロン軍団もその技術を盗み強化を果たした。アクションマスターへと生まれ変わった正義と悪の新たなる戦いが始まる。

## 登場キャラクター
声はアメリカで放送されたテレビCFのもの

### サイバトロン／Autobots

#### Action Master
- 総司令官コンボイ（＋アーマードコンボイ）/OptimusPrime with Armored Convoy

声 - ピーター・カレン
G1キャラクター。乗り込む大型トレーラートラック、アーマードコンボイとセット。玩具CFでは光り輝いて通常のコンボイから進化する姿が描かれた。
- G1キャラクター
- 特殊工作員マイスター＆ターボボード/Jazz with TurboBoard

声 - フランク・ウェルカー
スケートボードに変形する銃付属。
- 情報員バンブル＆ヘリパック/BumbleBee with Heli-Pack

ヘリコプターユニットになる銃付属。
- 通信員ブロードキャスト＆フライトパック/Blaster with Flight-Pack

飛行ユニットになる銃付属。
- 救助員インフェルノ＆ハイドロパック/Inferno with Hydro-Pack

液体発射バックパックになる銃付属。
- ダイノボット指揮官グリムロック＆アンチタンクキャノン/Grimlock with Anti-tankCannon

戦車に変形する銃付属。
- 砂漠戦士スナール＆ティラニトロン/Snarl with Tyrannitron

銃に変形する恐竜型パートナーとセット。
- 新規キャラクター
- 兵器技師スカイフォール＆トップヘビー/SkyFall with Top-Heavy

銃に変形するサイ型パートナーとセット。
- 宇宙技術者ラッド＆ライオナイザー/Rad with Lionizer

声 - マイケル・ベル
銃に変形するライオン型パートナーとセット。
- システム分析員メインフレーム＆プッシュボタン/MainFrame with Push-Button

銃に変形する小型ロボパートナーとセット。
- 戦略員ジャックポット＆サイツ/JackPot with Sights

光子キャノンに変形する鳥型パートナーとセット。
- 秘密工作員ロールアウト＆グリッチ/RollOut with Glitch

レーザー銃に変形する自律戦闘ロボとのセット。
- 保安専門員キックオフ＆ターボパック/Kick-Off with Turbo-Pack

飛行ユニットに変形する銃付属。

#### Action Master（91年製品）
頭部装甲に変形する小型戦車付属。
- 戦士ランボル＆バンガード/SideSwipe with Vanguard

G1キャラクター。
- 戦士トラックス＆バッシャー/Tracks with Basher

G1キャラクター。
- 歩兵戦士パワーフラッシュ＆ロードロケット/PowerFlash with RoadRocket

#### Action Master Autobot Vehicles
変形する大型ビークル搭乗。
- 戦術陽動員ホイルジャック＆ターボレーサー/WheelJack with TurboRacer

G1キャラクター。戦闘機に変形するレースカー搭乗。
- 地上監視員スプロケット＆アタッククルーザー/Sprocket with AttackCruiser

戦闘ヘリに変形する戦闘ジープ搭乗。

#### Action Master Action Blaster Vehicles
変形する小型ビークル搭乗。
- 戦略家プロール＆ターボサイクル/Prowl with TurboCycle

G1キャラクター。砲座に変形するバイク搭乗。
- 空中防衛員オーバーラン＆アタックコプター/Over-Run with AttackCopter

砲台に変形するヘリコプター搭乗。

#### Action Master Motorized Exo-Suit Vehicle
91年製品。装甲に変形する乗用電動ビークル付属。
- 前線防衛員ランブラー/Rumbler with 4WD AllTarrainVehicle

スプロケット色替。4WD型の変形スーツ装着。

#### Action Master Exo-Suit Vehicle
91年製品。装甲に変形する乗用ビークル（エクソスーツ）付属。
- 伝達員サーキット/Circuit with SuperSonicRaceCar

アクサー色替。F-1マシン型の変形スーツ装着。

#### Action Master Elites
91年製品。変形するアクションマスター。
- 陸上攻撃員オメガスプリーム/OmegaSpreem

G1キャラクター。レーザータンクに変形。
- 空中防衛員ウインドミル/WindMill

ヘリコプターに変形。

### デストロン／Decepticons

#### Action Master Decepticon Attack Vehicles
- 破壊大帝メガトロン＆ニュートロフュージョンタンク/Megatron with Neutro-FusionTank

G1キャラクター。分離可能な大型戦車に搭乗。
- 空陸支援兵ガットクランチャー＆ストラトトロニックジェット/GutCruncher with StratoToronicJet

戦車、基地に分離する大型戦闘機に搭乗。

#### Action Master Action Blaster Vehicles
- 陸上攻撃兵スタースクリーム＆ターボジェット/StarScream with TurboJet

G1キャラクター。戦闘基地に変形する戦闘機搭乗。
- バウンティハンターアクサー＆オフロードサイクル/Axer with Off-RoadCycle

戦闘基地に変形するバイク搭乗。

#### Action Master
- G1キャラクター
- 情報参謀サウンドウェーブ＆ウイングシング/SoundWave with WingThing

銃に変形するコウモリ型パートナーとセット。
- 兵士デバスター＆スコーピュレイター/Devastator with Scorpulator

銃に変形するサソリ型パートナーとセット。
- 防衛参謀レーザーウェーブ＆フィストファイト/ShockWave with FistFight

銃に変形するはゴリラ型パートナーとセット。
- 新規キャラクター
- 射撃兵トレッドショット＆キャットガット/TreadShot with CatGut

銃に変形するトラ型パートナーとセット。
- 歩兵ロック＆ゲイトレイダー/Krok with GatoRaider

銃に変形するワニ型パートナーとセット。
- 格闘兵バンザイトロン＆レーザーシャープ/Banzai-Tron with Razor-Sharp

銃に変形するカニ型パートナーとセット。

#### Action Master（91年製品）
頭部装甲に変形する小型モンスター付属。
- 心理工作兵ボンブシェル＆ニードラー/BombShell with Needler

G1キャラクター。虫型パートナー付属。
- 航空偵察兵テイクオフ＆スクリーチ/Take-Off with Screech

鳥形パートナー付属。
- 火炎放射兵チャージャー＆ファイアビースト/Charger with FireBeast

サイ型パートナー付属。

#### Action Master Motorized Exo-Suit Vehicle
91年製品。装甲に変形する電動ビークル付属。
- 全面攻撃兵士スライサー＆4WDアサルトビークル/Slicer with 4WD AssaultVehicle
ホイルジャック色替。ランブラーのスーツの仕様替スーツ付属。

91年製品。装甲に変形する小型ビークル付属。
- 航空攻撃兵サンダークラッカー＆ソロミッションジェットプレーン/ThunderCracker with SoloMissionJetPlane
G1キャラクター。スタースクリーム色替。ステルス戦闘機型エクソスーツ付属。

#### Action Master Elites
91年製品。変形するアクションマスター。
- 航空略奪兵ターボマスター/TurboMaster

ブルーティカス似。ダブルローター戦闘機に変形。
- 砂漠尖兵ダブルパンチ/DoublePunch

ブラックザラック似。サソリ型戦艦に変形。

### その他
90年展開の主力はアクションマスターに加え、小型TF、MicroMaster／マイクロトランスフォーマーがある。こちらについては同時期日本国内展開の「トランスフォーマーZ」に記述。
他91年には「マスターフォース」期のオーバーロード／OverLordがデストロン自律兵器という設定で、「トランスフォーマーV」期のブレインマスター3戦士がMoterVatorとして発売。後者については日本国内でも輸入版が92年「合体大作戦」期に発売。